# Дэвид аб Хью
Дэвид аб Хью (англ. и валл. Dafydd ab Hugh [dævɪð æb hɨʊ], 22 октября 1960) — американский писатель-фантаст. Известен большинству читателей как автор новелизаций цикла «Doom» и «Star Trek».

## Творчество
Известность ему принесло авторство новеллизаций эпизодов сериала «Звездный путь» и четыре романа по сюжету известной и популярной игры «Doom» (для всех любителей компьютерных игр или просто читателей боевиков) в соавторстве с писателем-фантастом Брэдом Линоивером. Сегодня Дэвид аб Хью является одним из популярнейших авторов-фантастов во всей Америки и за её границей, практически во всем мире.
В 2008 году Дэвид Аб Хью написал несколько детских книг, которые специально созданы для занятий с малышами раннего возраста: «Давай научимся считать», «Смотри и запоминай», «Учим формы предметов».

### Серия «Jiana»
Рассказ о женщине-наемнице по имени Jiana помогает принцу получить «Мечту мира».

### Серия «Артур-полководец»
Серия юмористических романов Дэвида аб Хью «Артур-полководец» о предотвращении покушения на короля Артура английскими спецслужбами.

### Серия «Doom»
Сюжет книги разворачивается на четвёртой планете солнечной системы — Марсе. При освоении планеты были обнаружены тяжелые и неподатливые ворота. Однако наступает злосчастный день и ворота открываются. И морской пехотинец Флинн Таггарт (личный № 888239912) пытается спасти человечество от порождений ада.

### Серия «Звездный путь. Вселенная»
Star Trek — это фантастическая вселенная, что в переводе означает «Звездный путь», со время своего появления стал неотделимой частью американской массовой культуры. Поле действий в фантастической вселенной Star Trek разворачивается в далеком будущем, где властвует «Объединенная федерация Планет». Главой всех планет является планета Земля. «Звездный путь» — это проработанная до мелочей вымышленная вселенная, где человеческая фантазия и талант проявляются во всей своей красоте и богатстве. Все цивилизации мира «Star Trek» имеют свою культуру, историю и традиции, а любой персонаж вселенной свою биографию.

## Интересный факт
В книге «Артур-полководец» хорошо просматриваются знания и опыт, которые Дэвид аб Хью получил во время военной службы. Однако, некоторые критики утверждают, что серию юмористических романов написал другой автор — Роберт Асприн. В ней он не является, в общем, даже соавтором. В оригинальном издании роман «Arthur War Lord» и его продолжение «Far Beyond the Wave» опубликованы как сольные творения писателя Дэвида аб Хью.

### Фантастические сериалы
- Серия Jiana
  1. Герои/Heroing: Or, How He Wound Down The World (1987)
  2. Слова воина/Warriorwards (1990)
- Серия Артур-полководец
  1. Артур-полководец/Arthur War Lord (1994)
  2. За далью волн/Far Beyond the Wave (1994)
- Серия Дум/Doom
  1. По колено в крови/Knee-Deep in the Dead (1995) соавтор: Брэд Линавивер
  2. Ад на Земле/Hell on Earth (1995) соавтор: Брэд Линавивер
  3. Адское небо/Infernal Sky (1996) соавтор: Брэд Линавивер
  4. Конец игры/Endgame (1996) соавтор: Брэд Линавивер
- Серия Звездный путь. Вселенная/Star Trek Universe
  - Звёздный Путь: Глубокий космос 9/Star Trek: Deep Space Nine
    1. 5 Fallen Heroes (1994)
    2. 22 Vengeance (1998)
    3. 24 The Conquered (1999)
    4. 25 The Courageous: Rebels Trilogy, Book 2 (1999)
    5. 26 The Liberated (1999)

  - Звёздный Путь: Следующее поколение/Star Trek: The Next Generation
    1. 33 Balance of Power (1994)

  - Звёздный Путь: Вояджер/Star Trek: Voyager"
    1. 9 The Final Fury (1996)

  - Swept Away"

  1. Swept Away (1996)
  2. The Mountain (1996)
  3. The Pit (1996)

### Короткие рассказы
- LaToya Is Wounded (1988)
- The Coon Rolled Down and Ruptured His Larinks, A Squeezed Novel by Mr. Skunk (1990)
- Editor (1996)
- The Final Fury (extract) (1996)
- The Final Fury (extract) (1996)
- Nerfworld (1997)

### Очерки
- Those Greyout Blues (1989)
- STAR TREK: Shaken, But Not Stirred (and with a Twist) (1996)
- STAR TREK: Shaken, but Not Stirred (and With a Twist) (1998)

### Детские рассказы
- Давай научимся считать (2008)
- Смотри и запоминай (2008)
- Учим формы предметов (2008)